# 竹中直人の大人の笑い
竹中直人の大人の笑い（たけなかなおとのおとなのわらい）は、BS日テレで2011年10月6日から2012年9月27日まで放送されていたバラエティ番組で、竹中直人の冠番組である。

## 番組概要
- 「大人が楽しめる笑い」をキーワードに、一組の芸人が、さまざまな手法で「大人向けの笑い」にアプローチし、最終的にひとつの「作品」に仕上げるまでを、ドキュメンタリータッチで追っていく。
- 登場する芸人は、若手〜中堅と呼ばれるクラスから、ベテラン芸人まで幅広い。
- 基本的には、中規模のホールなどに客を入れ、コントや芝居仕立ての「作品」を上演し、完成とすることが多いが、通常の舞台公演の製作過程を追っただけの回（イッセー尾形）や、東日本大震災の被災者との交流を描いた回（宮川大助・花子）など、内容は週によってさまざまである。
- 番組の最後に、登場した芸人が「あなたにとって『笑い』とは何か」を聞かれ、それに答えるシーンで番組が締めくくられる。
- 竹中は「案内人」を務める。番組本編に関与することは一切なく、要所要所で登場し、視聴者に向け進行状況を説明する。ただし、（番組内容にもよるが）ほとんどは「漫談」に近い口調である。[1]

## 放送時間
- 毎週木曜 22:00 - 22:54

## スタッフ
- ナレーター：DJAIKO62
- 総合演出：倉沢尚宏
- 企画・プロデューサー：古川直正
- プロデューサー：稲垣利照、田中大文
- 制作協力：br@in
- 製作著作：BS日テレ

## 参考・外部リンク
- 竹中直人の大人の笑い

| BS日テレ 木曜22時台           | BS日テレ 木曜22時台                            | BS日テレ 木曜22時台           |
| 前番組                        | 番組名                                         | 次番組                        |
| ----------------------------- | ---------------------------------------------- | ----------------------------- |
| スペシャリテ紀行 皿の上の物語 | 竹中直人の大人の笑い （2011.10.6 - 2012.9.27） | 加藤浩次の本気対談!コージ魂!! |